# City Hall (stacja metra w Nowym Jorku)
City Hall – stacja metra nowojorskiego, na linii N i R. Znajduje się w dzielnicy Manhattan, w Nowym Jorku i zlokalizowana jest pomiędzy stacjami Canal Street i Cortlandt Street. Została otwarta 5 stycznia 1918.